# Динеков Петр Николов
Динеков, Петр Николов (болг. Динеков Петър Николов; 17 жовтня 1910, с. Смольсько, Софійська область, Болгарія — 22 лютого 1992, Софія) — болгарський історик  літератури, критик, фольклорист, археограф, педагог. Член Спілки письменників Болгарії (1945). Академік АН Болгарії (1966). Голова Болгарського національного комітету славістів (1986). Член Європейської академії наук, мистецтв і літератури в Парижі (1989). Народний діяч культури Болгарії (1972).

## Життєпис
Петр Николов Динеков народився 17 (30) жовтня 1910 року в селі Смольсько поблизу Софії.
Закінчив Третю чоловічу школу Вільяма Гладстона в Софії (1929) і факультет слов'янської філології Софійського університету (1933). Стажувався у Варшаві (1934—1935) та Ягеллонському університеті у Кракові (1935).
Викладав болгарську мову у Французькому коледжі в Пловдиві (1936—1938).
Багаторічний викладач Софійського університету (1938—1979), де працював асистентом кафедри слов'янських мов (1938), доцентом (1941), професором (1945) та завідувачем кафедри болгарської літератури (1960—1979), проректором університету (1962—1964).
Член Спілки болгарських письменників (1945), член її ради директорів (з 1947), її секретар (1950—1954, 1956—1958) і віце-голова (1948—1949).
Член-кореспондент Болгарської академії наук (з 1947).
Член Міжнародного комітету славістів (1955—1982).
Один із засновників Інституту літератури при Болгарській академії наук (1948), голова Архівного інституту (1949—1951).
1973—1982 — директор Інституту фольклористики АН Болгарії.
Сфера наукових інтересів — історія болгарської літератури і фольклору.
Присвятив дві статті болгарським перекладам поеми «Слово о полку Ігоревім», перерахувавши усі їх наявні варіанти. Детальніше розглянув переклади Р. Жинзифова (1863) та Л. Стоянова (1953).
Учасник  ІХ  Міжнародного  конгресу славістів у Києві (1983).
Помер 22 лютого 1992 року в Софії.
Архів Петра Динекова зберігається в Центральному державному архіві Болгарії (Софія), особиста бібліотека, яка налічує понад 14 тисяч томів, — в Народній бібліотеці імені І. Вазова в Пловдиві, де у 1994 році відкрили спеціалізований науковий кабінет його імені.

## Вибрані твори

### Монографії(болг.)
- София през XIX век до Освобождението на България (1937)
- Софийски книжовници през XVI век. Т. 1 : Поп Пейо (1939)
- Българска лирика. Антология (1940)
- Първи възрожденци (1942)
- Българска народна поезия (1949)
- Стара българска литература. ч. I и II (1950, 1953)
- Литературни образи (1956)
- Български фолклор. Т. I (1959)
- Възрожденски писатели (1962, 2-ро издание 1964)
- Литературни въпроси (1963)
- Старобългарски страници. Антология (1966,1968)
- Из историята на българската литература(1969)
- Между свои и чужди (1969)
- Историческа съдба и съвременност (1972)
- В света на Христо Ботев (1976)
- При изворите на българската култура (1977)
- Между фолклора и литературата (1978)
- Похвала на старата българска литература (1979)
- В живота и литературата (1982)
- Литература и култура (1982)
- От Възраждането до днешния ден (1987)
- По следите на българската литература и наука (1988)
- Проблеми на старата българска литература (1989)
- Стойко Стойков (1993)

### Статті
- Първият превод на «Тарас Булба» // Изв. на Ин-та за лит-ра. — 1952. — Кн. 1. — (болг.).
- Болгарский фольклор и проблемы национальной культуры // Славянские культуры в эпоху формирования и развития славянских наций XVIII—XIX вв. : материалы международной конференции ЮНЕСКО. — Москва: Наука, 1978. — С.154—159. — (рос.).
- Киев и Киевска Русия в Болгарската литература // Славянска филология. Т. 18. —  София, 1983. — (болг.).
- Болгарские переводы «Слова о полку Игореве» // Болгар. русистика. —1986. — Год 13, № 3. — (болг.).
- Некоторые наблюдения над болгарскими переводами классических произведений (На основе переводов «Слова о полку Игореве») // Литература и искусство в системе культуры. — Москва, 1988. — (рос.).